# Apostolisches Vikariat Reyes
Das Apostolische Vikariat Reyes (lat.: Vicariatus Apostolicus Reyesensis) ist ein in Bolivien gelegenes römisch-katholisches Apostolisches Vikariat mit Sitz in Reyes.

## Geschichte
Das Apostolische Vikariat Reyes wurde am 1. September 1942 durch Papst Pius XII. mit der Apostolischen Konstitution Quo Christianum Nomen aus Gebietsabtretungen des Apostolischen Vikariats El Beni o Beni errichtet.

## Apostolische Vikare
- Jean-Baptiste Claudel CSsR, 14. Juli 1943 – 12. Dezember 1955
- José Alfonso Tscherrig CSsR, 11. Dezember 1956 – 11. Dezember 1970
- Roger-Émile Aubry CSsR, 14. Juni 1973 – 1. Mai 1999
- Karl Bürgler CSsR, 1. Mai 1999 – 18. Februar 2019
- Waldo Rubén Barrionuevo Ramírez CSsR, 1. Juni 2019 – 7. Juli 2022
- Sedisvakanz, seit 7. Juli 2022